# Окна-Муреш
Окна-Муреш (рум. Ocna Mureș МФА: [ˌokna ˈmureʃ]; лат. Salinae; угор. Marosújvár; нім. Miereschhall) — місто у повіті Алба в Румунії. Адміністративно місту підпорядковані такі села (дані про населення за 2002 рік):
- Мікошлака (349 осіб)
- Резбоєнь-Четате (1536 осіб)
- Уйоара-де-Жос (1279 осіб)
- Уйоара-де-Сус (1359 осіб)
- Чистею-де-Муреш (710 осіб)

Місто розташоване на відстані 278 км на північний захід від Бухареста, 40 км на північний схід від Алба-Юлії, 47 км на південний схід від Клуж-Напоки.

## Населення
За даними перепису населення 2002 року у місті проживали 15 503 особи.
Національний склад населення міста:
| Національність            | Кількість осіб | Відсоток |
| ------------------------- | -------------- | -------- |
| румуни                    | 13198          | 85,1%    |
| угорці                    | 1641           | 10,6%    |
| цигани                    | 636            | 4,1%     |
| німці                     | 17             | 0,1%     |
| поляки                    | 3              | < 0,1%   |
| росіяни-липовани          | 1              | < 0,1%   |
| словаки                   | 1              | < 0,1%   |
| італійці                  | 1              | < 0,1%   |
| чанго                     | 1              | < 0,1%   |
| не вказали національність | 4              | < 0,1%   |

Рідною мовою назвали:
| Мова       | Кількість осіб | Відсоток |
| ---------- | -------------- | -------- |
| румунська  | 13717          | 88,5%    |
| угорська   | 1531           | 9,9%     |
| циганська  | 242            | 1,6%     |
| німецька   | 10             | 0,1%     |
| російська  | 1              | < 0,1%   |
| польська   | 1              | < 0,1%   |
| італійська | 1              | < 0,1%   |

Склад населення міста за віросповіданням:
| Релігія                                       | Кількість осіб | Відсоток |
| --------------------------------------------- | -------------- | -------- |
| православні                                   | 11903          | 76,8%    |
| реформати                                     | 1218           | 7,9%     |
| греко-католики                                | 1036           | 6,7%     |
| п'ятдесятники                                 | 500            | 3,2%     |
| римо-католики                                 | 338            | 2,2%     |
| баптисти                                      | 139            | 0,9%     |
| адвентисти                                    | 127            | 0,8%     |
| не релігійні                                  | 26             | 0,2%     |
| унітарії                                      | 22             | 0,1%     |
| атеїсти                                       | 7              | < 0,1%   |
| лютерани (Синодально-пресвітеріанська церква) | 6              | < 0,1%   |
| бретрени                                      | 5              | < 0,1%   |
| лютерани                                      | 3              | < 0,1%   |
| юдеї                                          | 1              | < 0,1%   |
| не вказали релігію                            | 23             | 0,1%     |

## Зовнішні посилання
- Дані про місто Окна-Муреш на сайті Ghidul Primăriilor [Архівовано 16 січня 2013 у Wayback Machine.]